# Лепельский сельсовет
Лепельский сельсовет (бел. Лепельскі сельсавет) — административная единица на территории Лепельского района Витебской области Республики Беларусь. Административный центр — город Лепель.

## География
Озёра: Глубочица и др.

## Состав
Лепельский сельсовет включает 42 населённых пункта:
- Адамовка — деревня.
- Белоозерный — посёлок.
- Большое Жежлино — деревня.
- Большой Полсвиж — агрогородок.
- Великое Поле — деревня.
- Глыбочица — деревня.
- Двор Людчицы — деревня.
- Дворище — деревня.
- Дримовщина — деревня.
- Жерствянники — деревня.
- Забоенье — деревня.
- Заболотье — деревня.
- Завидичи — деревня.
- Залучино — деревня.
- Заньки — деревня.
- Зарыбино — деревня.
- Захотино — деревня.
- Зелёный Остров — деревня.
- Иринполье — деревня.
- Козинщина — деревня.
- Козлы — деревня.
- Лутище — деревня.
- Людчицы — деревня.
- Малое Жежлино — деревня.
- Малый Полсвиж — деревня.
- Новины — деревня.
- Новое Лядно — деревня.
- Озерцы — деревня.
- Поддубье — деревня.
- Подомхи — деревня.
- Расцвет — деревня.
- Сергеевщина — деревня.
- Слободка — деревня.
- Старое Лядно — агрогородок.
- Тадулино — деревня.
- Черноручье — деревня.
- Черцы — деревня.
- Шарковка — деревня.
- Шубники — деревня.
- Шунты — деревня.
- Экимань — деревня.
- Юндиловка — деревня.

Упразднённые населённые пункты:
- Беленица— деревня.
- Зеленка— деревня.
- Лепель— деревня.